# Maria Plain
Maria Plain est un lieu de pèlerinage pour l'église catholique romaine, situé dans la commune de Bergheim au nord de Salzbourg en Autriche. Sa basilique de l'Assomption de Marie constitue le centre spirituel d'un ensemble de plusieurs bâtiments en style baroque ; en 1952, elle obtint du pape Pie XII le titre pontifical de basilique mineure. La renommée de ce sanctuaire est liée à la présence en ses murs de l'icône de Notre-Dame de la Consolation qui avait échappé à la démolition pendant la guerre de Trente Ans.

## Histoire

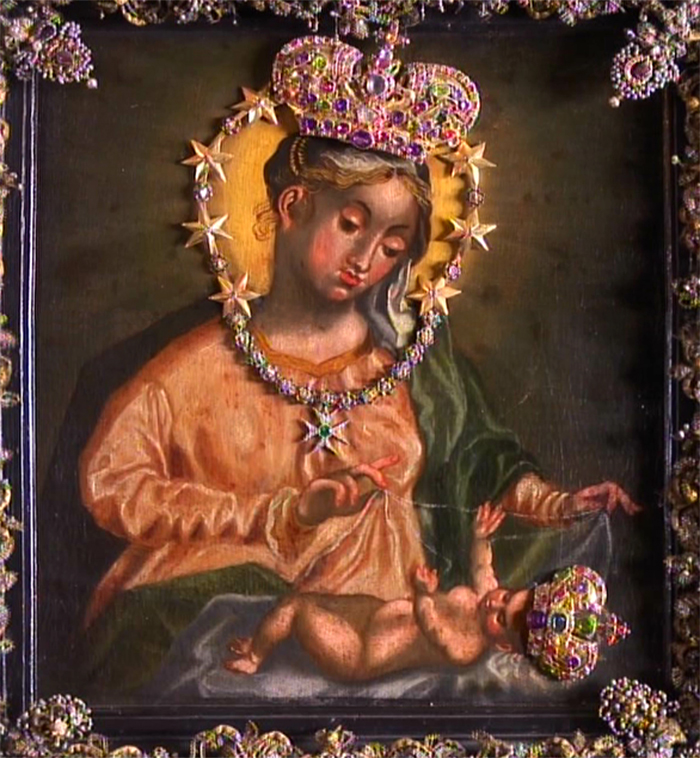
L'image de la Vierge Marie.

L'image de Marie a été réalisée par un artiste inconnu ; elle a miraculeusement été sauvée de la destruction au moment d'un grand incendie de 1633 à Regen en Bavière. Ce tableau fut exposé sur le Plainberg à partir de 1652, date à laquelle a commencé la construction d'une chapelle sur la colline au nord de la ville de Salzbourg. Entre-temps, vers 1658, l'œuvre se trouvait au sanctuaire de Sainte Marie au-dessus de Nesselwang. 
En 1671, la construction de l'église de Maria Plain commença sous l'égide de l'archevêque Maximilian Gandolph von Künburg. Les édifices religieux furent consacrés par l'archevêque le 12 août 1674 et donnés à l'ordre des Bénédictins. L'original du tableau sacré a été retourné en 1676. Maria Plain a très vite constitué un lieu de pèlerinage réputé. Depuis 1824, il est en possession de l'archi-abbaye Saint-Pierre de Salzbourg.
Selon une ancienne théorie, infirmée depuis, Mozart aurait écrit la messe du Couronnement en l'honneur de la fête commémorative annuelle du Couronnement de la Vierge miraculeuse de ce sanctuaire.